# Gondreville (Meurthe e Mosella)
Gondreville è un comune francese di 2 852 abitanti situato nel dipartimento della Meurthe e Mosella nella regione del Grand Est.

## Società

### Evoluzione demografica
Abitanti censiti